# Pierre Simon Fournier
Pierre Simon Fournier (* 15. September 1712 in Paris; † 8. Oktober 1768) war ein französischer Typograf.
Der Punkt als Einheit der Schriftgröße wurde von Fournier 1737 eingeführt. Fournier führte 1764 das typographische Maßsystem ein.
Sein 1764/68 in 2 Bänden erschienenes Werk »Manuel Typographique« hatte große Bedeutung für die Buchkunst.

## Werke
- Table des proportions qu’il faut observer entre les caractères. Paris 1737.
- Modèles des caractères de l’imprimerie. Paris 1742.
- Essai d’un nouveau caractère de fonte pour l’impression de la musique. Paris 1756.
- Dissertation sur l’origine et les progrès de l’art de graver en bois. Paris 1758.
- De l’origine et des productions de l’imprimerie primitive en taille de bois. Paris 1759.
- Observations sur un ouvrage intitulé Vindiciae Typographicae. Paris 1760.
- Remarques sur un ouvrage intitulé Lettre sur l’origine de l’imprimerie. Paris 1761.
- Traité historique et critique sur l’origine et les progrès des caractères de fonte pour l’impression de la musique. Bern 1765.
- Manuel typographique, utile aux gens de lettre et a ceux qui exercent les differentes parties de l’art de l’imprimerie. Paris (1764–1766).